# Mistrovství světa v orientačním běhu 1999
18. Mistrovství světa v orientačním běhu proběhlo ve Skotsku s centrem ve městě Inverness a termínu 1.  až 8. srpna 1999. V mužích startovalo 120 (60 sprint + 60 long) závodníků a v ženách 120 (60 sprint + 60 long) závodnic. Ve štafetách 29 mužských čtyřčlenných a 22 ženských čtyřčlenných štafet. Běželo se na mapách s názvy Dallaschyle Wood, Glen Affric a Loch Vaa & Kinchurdy. Českou republiku reprezentovali: Libor Zřídkaveselý, Michal Jedlička, Michal Horáček, Rudolf Ropek, Tomáš Prokeš, Jana Cieslarová, Eva Juřeniková, Marcela Klapalová a Petra Novotná-Wágnerová.

## Výsledky Krátká trať (Short distance)
| Muži                                                                               | Muži                                                                               | Muži                                                                               | Muži                                                                               | Muži                                                                               | Ženy                                    | Ženy                                    | Ženy                                    | Ženy                                    | Ženy                                    |
| ---------------------------------------------------------------------------------- | ---------------------------------------------------------------------------------- | ---------------------------------------------------------------------------------- | ---------------------------------------------------------------------------------- | ---------------------------------------------------------------------------------- | --------------------------------------- | --------------------------------------- | --------------------------------------- | --------------------------------------- | --------------------------------------- |
| - Traťové parametry: 4,5 km, 17 kontrol - Mapa: Dallaschyle Wood[nedostupný zdroj] | - Traťové parametry: 4,5 km, 17 kontrol - Mapa: Dallaschyle Wood[nedostupný zdroj] | - Traťové parametry: 4,5 km, 17 kontrol - Mapa: Dallaschyle Wood[nedostupný zdroj] | - Traťové parametry: 4,5 km, 17 kontrol - Mapa: Dallaschyle Wood[nedostupný zdroj] | - Traťové parametry: 4,5 km, 17 kontrol - Mapa: Dallaschyle Wood[nedostupný zdroj] | - Traťové parametry: 3,6 km, 13 kontrol | - Traťové parametry: 3,6 km, 13 kontrol | - Traťové parametry: 3,6 km, 13 kontrol | - Traťové parametry: 3,6 km, 13 kontrol | - Traťové parametry: 3,6 km, 13 kontrol |
| Umístění                                                                           | Země                                                                               | Jméno                                                                              | Čas                                                                                | Ztráta                                                                             | Umístění                                | Země                                    | Jméno                                   | Čas                                     | Ztráta                                  |
|                                                                                    | Norsko                                                                             | Jørgen Rostrup                                                                     | 0:25:48                                                                            |                                                                                    |                                         | Spojené království                      | Yvette Bakerová                         | 0:25:55                                 |                                         |
|                                                                                    | Finsko                                                                             | Juha Peltola                                                                       | 0:26:11                                                                            | + 0:00:23                                                                          |                                         | Rakousko                                | Lucie Böhmová                           | 0:26:57                                 | + 0:01:02                               |
|                                                                                    | Finsko                                                                             | Janne Salmi                                                                        | 0:26:14                                                                            | + 0:00:26                                                                          |                                         | Německo                                 | Frauke Schmitt Granová                  | 0:27:48                                 | + 0:01:53                               |
| 14.                                                                                | Česko                                                                              | Michal Horáček                                                                     | 0:27:34                                                                            | + 0:01:46                                                                          | 24.                                     | Česko                                   | Eva Juřeníková                          | 0:30:38                                 | + 0:04:43                               |
| 15.                                                                                | Česko                                                                              | Rudolf Ropek                                                                       | 0:27:53                                                                            | + 0:02:05                                                                          | 30.                                     | Česko                                   | Marcela Klapalová                       | 0:31:44                                 | + 0:05:49                               |
| 21.                                                                                | Česko                                                                              | Michal Jedlička                                                                    | 0:28:21                                                                            | + 0:02:33                                                                          |                                         |                                         |                                         |                                         |                                         |

## Výsledky klasického závodu
| Muži                                     | Muži                                     | Muži                                     | Muži                                     | Muži                                     | Ženy                                     | Ženy                                     | Ženy                                     | Ženy                                     | Ženy                                     |
| ---------------------------------------- | ---------------------------------------- | ---------------------------------------- | ---------------------------------------- | ---------------------------------------- | ---------------------------------------- | ---------------------------------------- | ---------------------------------------- | ---------------------------------------- | ---------------------------------------- |
| - Traťové parametry: 15,8 km, 26 kontrol | - Traťové parametry: 15,8 km, 26 kontrol | - Traťové parametry: 15,8 km, 26 kontrol | - Traťové parametry: 15,8 km, 26 kontrol | - Traťové parametry: 15,8 km, 26 kontrol | - Traťové parametry: 10,3 km, 18 kontrol | - Traťové parametry: 10,3 km, 18 kontrol | - Traťové parametry: 10,3 km, 18 kontrol | - Traťové parametry: 10,3 km, 18 kontrol | - Traťové parametry: 10,3 km, 18 kontrol |
| Umístění                                 | Země                                     | Jméno                                    | Čas                                      | Ztráta                                   | Umístění                                 | Země                                     | Jméno                                    | Čas                                      | Ztráta                                   |
|                                          | Norsko                                   | Björnar Valstad                          | 1:37:24                                  |                                          |                                          | Finsko                                   | Kirsi Boströmová                         | 1:17:56                                  |                                          |
|                                          | Norsko                                   | Carl Henrik Björseth                     | 1:40:20                                  | + 0:02:56                                |                                          | Norsko                                   | Hanne Staffová                           | 1:18:29                                  | + 0:00:33                                |
|                                          | Švýcarsko                                | Alain Berger                             | 1:40:26                                  | + 0:03:02                                |                                          | Finsko                                   | Johanna Asklöfová                        | 1:18:32                                  | + 0:00:36                                |
| 26.                                      | Česko                                    | Michal Horáček                           | 1:50:28                                  | + 0:13:04                                | 26.                                      | Česko                                    | Jana Cieslarová                          | 1:27:14                                  | + 0:09:18                                |
| 37.                                      | Česko                                    | Rudolf Ropek                             | 1:55:50                                  | + 0:18:26                                | 42.                                      | Česko                                    | Eva Juřeníková                           | 1:33:48                                  | + 0:15:52                                |
| 39.                                      | Česko                                    | Michal Jedlička                          | 1:57:04                                  | + 0:19:40                                | 52.                                      | Česko                                    | Marcela Klapalová                        | 1:41:28                                  | + 0:23:32                                |
| 49.                                      | Česko                                    | Libor Zřídkaveselý                       | 2:08:42                                  | + 0:31:18                                |                                          |                                          |                                          |                                          |                                          |

## Výsledky štafetového závodu
| Muži | Muži | Muži | Muži | Muži | Ženy                                                                           | Ženy                                                                           | Ženy                                                                           | Ženy                                                                           | Ženy                                                                           |
| --- | --- | --- | --- | --- | ------------------------------------------------------------------------------ | ------------------------------------------------------------------------------ | ------------------------------------------------------------------------------ | ------------------------------------------------------------------------------ | ------------------------------------------------------------------------------ |
| - Traťové parametry: 1. úsek ? km / 2. úsek ? km / 3. úsek ? km / 4. úsek ? km - Mapa: Loch Vaa & Kinchurdy | - Traťové parametry: 1. úsek ? km / 2. úsek ? km / 3. úsek ? km / 4. úsek ? km - Mapa: Loch Vaa & Kinchurdy | - Traťové parametry: 1. úsek ? km / 2. úsek ? km / 3. úsek ? km / 4. úsek ? km - Mapa: Loch Vaa & Kinchurdy | - Traťové parametry: 1. úsek ? km / 2. úsek ? km / 3. úsek ? km / 4. úsek ? km - Mapa: Loch Vaa & Kinchurdy | - Traťové parametry: 1. úsek ? km / 2. úsek ? km / 3. úsek ? km / 4. úsek ? km - Mapa: Loch Vaa & Kinchurdy | - Traťové parametry: 1. úsek ? km / 2. úsek ? km / 3. úsek ? km / 4. úsek ? km | - Traťové parametry: 1. úsek ? km / 2. úsek ? km / 3. úsek ? km / 4. úsek ? km | - Traťové parametry: 1. úsek ? km / 2. úsek ? km / 3. úsek ? km / 4. úsek ? km | - Traťové parametry: 1. úsek ? km / 2. úsek ? km / 3. úsek ? km / 4. úsek ? km | - Traťové parametry: 1. úsek ? km / 2. úsek ? km / 3. úsek ? km / 4. úsek ? km |
| Umístění | Země | Jméno | Čas | Ztráta | Umístění                                                                       | Země                                                                           | Jméno                                                                          | Čas                                                                            | Ztráta                                                                         |
| | Norsko | Tore Sandvik Bernt Bjornsgaard Petter Thoresen Bjørnar Valstad                                              | 3:21:50 | |                                                                                | Norsko                                                                         | Birgitte Husebyeová Elisabeth Ingvaldsenová Hanne Sandstadová Hanne Staffová   | 2:55:56                                                                        |                                                                                |
| | Finsko | Jani Lakanen Juha Peltola Mikael Bøström Janne Salmi                                                        | 3:25:27 | + 0:03:37                                                                                                   |                                                                                | Finsko                                                                         | Reeta-Mari Kolkkalaová Sanna Nymalmová Kirsi Bostromová Johanna Asklofová      | 2:56:10                                                                        | + 0:00:14                                                                      |
| | Švédsko | Jimmy Birklin Hakan Eriksson Jörgen Olsson Johan Ivarsson                                                   | 3:26:50 | + 0:05:00                                                                                                   |                                                                                | Švédsko                                                                        | Katarina Allbergová Marlena Janssonová Anette Granstedtová Gunilla Svardová    | 2:57:59                                                                        | + 0:02:03                                                                      |
| 8. | Česko | Michal Horáček Rudolf Ropek Tomáš Prokeš Michal Jedlička                                                    | 3:40:02 | + 0:18:12                                                                                                   | 9.                                                                             | Česko                                                                          | Eva Juřeníková Jana Cieslarová Petra Novotná Marcela Klapalová                 | 3:24:28                                                                        | + 0:28:32                                                                      |

## Medailová klasifikace podle zemí
| Medailová klasifikace podle zemí | Medailová klasifikace podle zemí | Medailová klasifikace podle zemí | Medailová klasifikace podle zemí | Medailová klasifikace podle zemí | Medailová klasifikace podle zemí |
| Umístění                         | Země                             | Zlato                            | Stříbro                          | Bronz                            | Součet                           |
| -------------------------------- | -------------------------------- | -------------------------------- | -------------------------------- | -------------------------------- | -------------------------------- |
|                                  | Norsko                           | 4                                | 2                                | -                                | 6                                |
|                                  | Finsko                           | 1                                | 3                                | 2                                | 6                                |
|                                  | Spojené království               | 1                                | -                                | -                                | 1                                |
| 4.                               | Rakousko                         | -                                | 1                                | -                                | 1                                |
| 5.                               | Švédsko                          | -                                | -                                | 2                                | 2                                |
| 6.                               | Německo                          | -                                | -                                | 1                                | 1                                |
| 6.                               | Švýcarsko                        | -                                | -                                | 1                                | 1                                |